# Wojciech Giertych
Wojciech Giertych, O.P. (Londra, 27 settembre 1951) è un teologo, docente e religioso polacco.

## Biografia
È il fratello minore di Maciej Giertych e lo zio di Roman Giertych, entrambi politici. Nel 1970 giunse a Poznań, dove iniziò a studiare storia all'Università Adam Mickiewicz. Dopo aver completato gli studi e discusso la tesi di laurea, iniziò il noviziato presso i domenicani. Fu ordinato sacerdote nel 1981 a Cracovia. Conseguì poi il dottorato in teologia morale presso la Pontificia Università "San Tommaso d'Aquino" a Roma.
Dopo il ritorno in Polonia, fu maestro del clero (studentato) presso il monastero domenicano di Cracovia e docente di teologia morale. Ha insegnato presso l'Università San Tommaso di Roma e presso la Facoltà di Filosofia e Teologia della Provincia domenicana Polacca di Cracovia.
Dal 1998, membro del consiglio generalizio dell'Ordine domenicano, dove ha ricoperto numerosi incarichi.
Poliglotta, parla correntemente sette lingue straniere.
Il 1° dicembre 2005 è stato nominato Teologo della Casa Pontificia da papa Benedetto XVI, sostituendo il cardinale svizzero Georges Cottier. Il 4 marzo 2010 è stato nominato membro del Pontificio comitato per i congressi eucaristici internazionali, poi il 14 aprile 2012, membro della Congregazione delle Cause dei Santi.